# هوکان لارسون (دوچرخه‌سوار)
هوکان لارسون (انگلیسی: Håkan Larsson؛ زادهٔ ۲۳ ژانویهٔ ۱۹۵۸) دوچرخه‌سوار اهل سوئد است.